# Просторова група
Просторова група — група симетрії, що розбиває простір на дискретні повторювані області.

## Загальний опис
Загальне математичне визначення стосується простору будь-якої вимірності, але найчастіше розглядається тривимірний простір, для якого просторові групи називають кристалографічними, оскільки відповідають можливим групам симетрії кристалів.
Для тривимірного простору існує 230 (219, якщо хіральні копії не вважати однаковими) кристалографічних груп. Усі можливі кристолографічні групи побудував Євграф Федоров, тому їх іноді називають також групами Федорова. Для просторів вищих розмірностей просторові групи іноді називають групами Бібербаха.
Перелік усіх кристалографічних груп можна знайти в Міжнародних кристалографічних таблицях.

## Історія
Просторові групи двовимірного простору, а їх є всього 17, відомі вже впродовж кількох століть.
1879 року Леонгард Зонке перерахував 65 просторових груп, елементи яких зберігають орієнтацію. Уперше майже повний список груп склав Євграф Федоров. У цьому списку бракувало 2 груп, а ще одна повторювалася двічі. Незабаром свій список склав Моріц Шенфліс. У ньому бракувало 4 груп, і одна фігурувала двічі. Повний і правильний список із 230 просторових груп було укладено під час листування між Федоровим і Шенфлісом. Вільям Барлоу пізніше перерахував групи іншим методом, але пропустив одну, попри те, що вже мав у своєму розпорядженні 230 груп від Федорова й Шенфліса.

## Елементи
Кристалографічні групи будуються на основі 32 точкових груп, які утворюють 14 ґраток Браве і 7 кристалічних систем. До операцій симетрії, характерних для точкових груп, додаються операції паралельного переносу (трансляції), гвинтові осі й площини ковзання. Гвинтова вісь — це операція симетрії, що складається з повороту на певний кут і переносу. Площина ковзання — операція симетрії, що складається з відбиття і переносу.

## Виноски
1. ↑    - Hahn, Th. (2002), Hahn, Theo (ред.), International Tables for Crystallography, Volume A: Space Group Symmetry, т. A (вид. 5th), Berlin, New York: Springer-Verlag, doi:10.1107/97809553602060000100, ISBN 978-0-7923-6590-7, архів оригіналу за 28 квітня 2021, процитовано 17 листопада 2012